# Йован Іванішевич
Йован Іванішевич серб. Јово Іванішевіћ; 1860, Доні Край поблизу Цетинє — 1889) —  чорногорський композитор. Автор музики двох чорногорських гімнів —  Князівства Чорногорії (з 1852) і  Королівства Чорногорії- з 1910 року.

## Біографія
Йово Джуров Іванішевич народився у 1860 році в Доні Край поблизу Цетинє  Османської імперії (нині Чорногорія).
Йован навчався у  Празькій консерваторії.  Йово Джуров Іванішевич помер, будучи студентом Празької консерваторії.

## Творчість
У  19 столітті у Чорногорії,зокрема, в Которі працювали співочі школи (католицькі релігійні та світські). Першим помітним композитором був Йован Іванішевич. Талановитий музикант і композитор, був одним із перших талановитих чорногорських композиторів. Він написав музику до двох гімнів. У молодому він виявив вишуканий талант до музики і найвідоміший створенням сучасного гімну Князівства Чорногорії та Королівства Чорногорії. Музика відповідає настрою тексту: «Ми сини твоїх скель І хранителі твоєї честі».
Помер у 1889 році. Будучи студентом, під час катання на ковзанах на річці  Влтаві провалився під лід і потонув.